# José Sarmiento y Valladares
José Sarmiento y Valladares, conte di Moctezuma e di Tula (Galizia, 4 maggio 1643 – Madrid, 10 settembre 1708), fu viceré della Nuova Spagna dal 18 dicembre 1696 al 3 novembre 1701.

## Biografia
Sposò María Jerónima Moctezuma y Jofre de Loaiza, terza contessa di Moctezuma, discendente dell'ultimo imperatore azteco. Fu grazie a lei che ricevette il titolo nobiliare di conte. La moglie gli diede due figlie prima di morire. In seguito sposò una nipote del marchese di Villamanrique. La seconda moglie lo accompagnò in Nuova Spagna.
All'arrivo in Nuova Spagna incontrò il predecessore, il vescovo Juan Ortega y Montañés, ad Otumba, sulla strada da Veracruz a Città del Messico. Entrò in incognito nella capitale nel pomeriggio del 18 dicembre 1696, e giurò alle 7 di quella sera davanti alla Audiencia. Durante l'entrata formale a Città del Messico il 2 febbraio 1697 il suo cavallo cadde, provocando ilarità nella folla.
Fece quello che era nelle sue capacità per aiutare la popolazione durante la carestia del 1697. Ordinò di stipare nei pubblici granai le scorte di mais e grano per prevenire future carestie, ed ordinò lo stoccaggio di grandi quantità di altri alimenti. Ordinò alle Filippine di mandare via nave del mercurio alla Nuova Spagna. Molte miniere erano state chiuse per la mancanza del mercurio necessario per l'estrazione dell'argento. Legalizzò il consumo del pulque, una bevanda leggermente alcolica prodotta dai nativi.
Fece restaurare il palazzo del viceré, parzialmente distrutto dalle rivolte e dall'incendio del 1692. Fu in grado di tornare ad abitarci il 25 maggio 1697. Una delle sue figlie, Fausta Dominga, morì di vaiolo poco dopo.
Il 9 febbraio 1697 partì per le Californie la spedizione dei padri gesuiti Eusebio Francesco Chini e Juan María Salvatierra.
Nell'ottobre del 1697 eruttò il vulcano Popocatépetl, causando un gran panico a Città del Messico ma senza danni.
Nel 1700 istituì la guardia notturna a Città del Messico per combattere il crimine. La città fu divisa in otto reparti, ed ogni reparto aveva assegnato un poliziotto di ronda notturna. I delinquenti sarebbero stati pubblicamente frustati al primo crimine, e marcati sulla schiena al secondo. Nel caso di un terzo crimine gli sarebbe stato tagliato un orecchio. Per ordine del 6 marzo 1700, coloro che assaltavano il Camino Real sarebbero stati condannati a morte. Sarmiento y Valladares ordinò anche che criminali e delinquenti fossero trasportati a Porto Rico.
Il 22 agosto 1700 morì a Città del Messico l'illustre scienziato e letterato messicano Carlos de Sigüenza y Góngora.
Una nave giunta a Veracruz il 6 marzo 1701 portò la notizia della morte di re Carlo II di Spagna, avvenuta il 1º novembre 1700. Carlo II non aveva lasciato eredi. La guerra di successione spagnola, combattuta da Spagna e Francia da un lato, contro Austria, Inghilterra ed Olanda dall'altro, avrebbe deciso il successore. Sarmiento y Valladares era noto per essere un sostenitore degli Asburgo, ma furono i Borbone a vincere lo scontro. Il viceré fu rimosso dal suo incarico e gli fu ordinato di tornare in Spagna. Il vescovo Juan Ortega y Montañés fu di nuovo chiamato a ricoprire ad interim l'incarico.
Nonostante tutto, al suo ritorno in Spagna Sarmiento y Valladares ricevette una pensione e molti onori, tra cui i titolo di duca di Atlixco e grande di Spagna. Ricette quest'ultimo titolo il 25 novembre 1704. Morì a Madrid nel 1708.